# Septième Ciel (série télévisée)
Pour les articles homonymes, voir Septième ciel.
Septième Ciel (Mile High) est une série télévisée britannique en 39 épisodes de 45 minutes, diffusée entre le 16 février 2003 et le 20 juillet 2005 sur Sky One.
En France, la série a été diffusée à partir du 4 avril 2004 sur Téva. La série est diffusée aux États-Unis et en Amérique latine sur Eurochannel.

## Distribution
- Stacy Cadman : Poppy Fields (2004-2005)
- Naomi Ryan : Lehann Evans
- Charles Daish : Kevin MacMillan
- Adam Sinclair : Will O'Brien
- Jo Anne Knowles : Janis Steele
- Christopher Villiers : Capitaine Nigel Croker (2004-2005)